# Jørgen Brønlund Fjord
82°11′00″N 30°45′00″V / 82.1833°N 30.75°V
Jørgen Brønlund Fjord er en ca. 50 km lang sidefjord til Independence Fjord på sydsiden af halvøen Peary Land i Grønland. Jørgen Brønlund Fjord blev opdaget under Danmark-ekspeditionen i sommeren 1907 af Mylius-Erichsen, Høeg Hagen og Jørgen Brønlund.